# 피아노 (2001년 드라마)
《피아노》는 2001년 11월 21일부터 2002년 1월 10일까지 방영되었던 SBS 드라마 스페셜이다.

## 기획 의도
부산 부둣가를 배경으로 한 폭력조직의 삶을 다루는 드라마로, 부산 건달 출신 한억관이 한 여자에게 사랑에 빠지고 그 여자의 죽음으로 남겨진 자식들을 향한 끝없는 사랑과, 두 사람의 재혼으로 남매가 된 이수아와 한재수의 이루어질 수 없는 사랑을 그린 드라마

## 줄거리
부산 건달 출신 한억관(조재현)은 아이들에게 피아노를 가르치는 신혜림에게 첫눈에 반한다. 두 사람이 재혼하면서, 억관의 아들 재수와 혜림의 딸 수아와 아들 경호, 그리고 이들 둘 사이에서 태어난 주희가 한 가족이 된다. 억관과 혜림은 바다에 놀러갔다가 다른 배의 부주의로 두 사람은 물에 빠지고 억관은 살아남지만 혜림은 끝내 죽게 된다.

## 등장 인물

### 억관네 가족
- 조재현 : 한억관 역

조폭이 될 싸움실력도 배짱도 없지만 두목 변학수를 구해줬다가 인연이 되어 그의 밑에서 일하게 된다. 도박이나 장사꾼들에게 돈을 뜯으며 삼류양아치 같은 인생을 살아간다. 어느 날 과거에 같이 살았던 여자가 남기고 간 아들 재수를 떠맡으며 하루아침에 '아버지'가 된다. 재수를 어떻게든 떼어버리려 하지만 다시 엮이게 되고, 할 수 없이 기차에 함께 오른다. 하지만 잠든 재수를 보자 또다시 버리고 기차에서 내려 마지막으로 아이의 얼굴을 보려할 때 혜림과 눈이 마주친다. 뭐에 홀린 듯 기차에 다시 오른 억관은 재수와 집으로 오게 되고 어쩔 수 없이 애비노릇을 하게 된다. 그 후 다친 재수를 이용해 돈을 뜯어내려고 찾아간 곳에서 혜림을 다시 만나게 된다. 혜림과 결혼 하고 학수부부가 하는 제빵가게에 취직하게 되면서 개과천선한다. 혜림이 죽고 혜림 시누이와 혜림 시숙이 팔아 버린 집을 수아 경호한테 되 찾아 주기 위해 돈을 모은다.
- 조민수 : 신혜림 역

수아와 경호의 어머니. 아이들에게 피아노를 가르치며 단아하고 고상한 여자로, 남편이 죽고 고향인 부산에 내려와 살지만 끊임없이 따라다니는 주위의 뒷담화와 시댁시구들 때문에 마음 편한 날이 없다. 억관의 진실된 마음을 알고 자신과 아이들을 지켜줄 수 있는 그에게 같이 살자 말한다.
- 김하늘 : 이수아 역(아역 강보경)

어릴 때 재수를 순수하게 좋아하는 감정이 있지만, 엄마의 재혼으로 가족이 되면서 그 감정을 숨긴다. 그리고 억관과 같이 놀러나갔던 엄마가 불의의 사고로 죽게 되고, 엄마가 남긴 재산마저 큰아버지가 챙겨 도망가고 다시 억관에게 오게 된다. 이러지도 저러지도 못하는 상황에서 재수에 대한 감정을 억누르고 재수부자한테 모질게 대한다. 항상 사고치고 다니는 동생 경호 때문에 애를 태운다.
- 고수 : 한재수 역(아역 김학준)

억관에게 갑자기 생긴 아들. 형편없는 아버지와는 달리 너무나 선하고 똘똘하며 올바르게 사는 아이다. 자신이 태어난게 죄라고 생각하는 아이다.커서도 착실하고 올바르게 자라 고등학교에서 한번도 전교 1등을 놓친 적이 없는 모범생이며 수재이다. 처음에는 억관의 모습에 실망하기도 하지만, '아버지'로서 열심히 사려는 모습에 수아에 대한 자신의 감정이나 생각은 억누르며 산다. 아버지 억관이 수아 경호한테 잘하자 서운하기도 하지만 티를 내지는 않는다. 의사를 꿈 꾸며 대학병원에 들어 가지만 교도소를 간게 발목을 잡아 대학병원을 그만두고 구민병원으로 들어가게 된다.
- 조인성 : 이경호 역(아역 최태준)

수아의 동생. 자랑스러운 친아버지와 달리 삼류양아치가 아버지라 하며 가족으로 들어오고, 엄마는 조금씩 자신의 아버지를 잊는 것 같아 더더욱 화가 난다. 그래서 세상과 겉돌며 싸움으로 화를 푼다. 억관과 재수가 잘할수록 더욱 더 삐뚤어진다. 반항하는 마음에 억관을 괴롭히는 독사 조직에 들어가게 된다.
- 정다혜 : 한주희 역(아역 김희정)

억관과 혜림이 사이에서 태어난 딸. 혜림이 죽고 유일하게 그들을 가족으로 이어주는 끈이다. 특유의 솔직함과 쾌활함으로 모두에게 친근하게 다가간다. 천방지축 말괄량이지만 가족에게는 따뜻함의 존재이다. '피아노'라는 제목의 소설을 구상중이다. 수아가 아버지인 억관에게 차갑게 대하자 중재시키는 역할도 한다.

### 주변 인물
- 임동진 : 변학수 역

전직 조폭 두목이었지만 출옥한 뒤 아내 인순의 노력으로 정신을 차린다. 감옥에서 익힌 제빵기술로 빵집을 하고 후에는 제빵회사까지 설립하여 부하였던 사람들에게 살 수 있는 터전을 마련해 준다.
- 양금석 : 김인순 역

학수의 아내. 인정이 많고 철저한 기독교신자로 조직을 나와 학수가 정신차려 살도록 결정적인 역할을 한다.
- 송재호 : 우영달 역

구민병원 원장. 옛날부터 다쳐서 오는 억관네 가족들을 치료해 주었으며, 그 가족들의 사정을 잘 알고 있다. 재수에게 의사되라는 동기를 부여해줬으며 가끔씩 그에게 인생상담을 해준다.
- 이재용 : 박준태(독사) 역

조폭 두목. 학수를 제끼1고 조직을 차지한 인물이지만 아직도 학수를 따르는 조직원들 때문에 불안함을 가지고 있으며, 빼앗고 차지하기 위해 나쁜 짓을 꾸민다. 경호의 약점을 쥔 채 협박하고 경호를 조직으로 다시 돌아오게 한다.
- 정성환 : 영탁 역

준태의 오른팔. 학수의 조직에 있었으나 조직을 배신하고 준태 밑으로 들어간다. 세력을 잘 따르는 편이지만, 옛정에 학수와 억관이 다치지 않았으면 하는 마음도 있어 봐주기도 한다. 자신의 생각에 따라 머리를 굴려 피할 수 있도록 하는 편이나, 서툴러 준태에게 잘 들킨다.
- 임대호 : 빵집 직원 역

조폭 시절 학수의 부하. 준태 밑에서 나와 학수의 제빵가게에서 일한다. 가족대대로 이어온 찐빵기술을 가지고 있다.
- 조상기 : 백구 역

조폭 시절 학수의 부하. 준태 밑에서 나와 학수의 제빵가게에서 일한다.
- 김영미 : 장은지 역

어려서부터 재수를 좋아해 졸졸 쫓아다녔으나 자신을 봐주지 않는 그가 원망스럽다. 하지만 재수가 수아를 마음에 두고 있는 것을 눈치채고, 두 사람의 사정을 알기에 안타까워하는 마음을 가진다. 커서 경호와 우연히 만나게 되고, 재수가 아닌 경호를 좋아하게 된다.
- 김하균 : 오대리 역

수아가 다니던 은행의 직장상사이며 수아를 짝사랑한다. 스스로 가까이 다가가지 못하면서도 멀리서 지켜준다.
- 신승환 : 석철 역

경호에게 맨날 당해 복수를 꿈꾼다. 경호한테 복수 못하고 경호의 누나인 수아를 못살게 군다.
- 조형기 : 혜림의 시숙 역

수아와 경호의 큰아버지. 뻔뻔하게 아무 일도 하지 않으며 집안에 눌러 산다. 시숙이랑 혜림 시누이가 혜림을 못살게 굴자 억관이 도와주는데 학수 조직에 찾아가 억관을 곤란하게 한다. 혜림이 죽고 피아노집을 혜림 시누이와 시숙이 팔고 도망가 버린다.
- 김지영 : 혜림의 시누이 역

수아와 경호의 고모. 혜림에게 트집을 잡고 돈 받아가며 못살게 군다.
- 황인영 : 우민경 역

간호사이며 구민병원 원장 손녀이다. 재수를 좋아해 적극적으로 다가간다.
- 이대로 : 황연 역

억관이 사는 집주인
- 박지일

경호 담임선생
- 이보희 : 이은심

혜림이 치던 피아노와 혜림과 함께 살았던 집에 이사온 신비의 여인.
- 김영찬(아역) : 재민 역

은지의 아들. 친아버지가 죽은 뒤 말을 하지 않는다.
- 홍여진 : 술집 마담역

자신이 데리고 있던 아가씨가 도망가자 억관에게 재수가 아들이라고 넘겨주는 여자

### 우정출연
- 조민기 : 이인학 역

수아와 경호의 아버지(사진으로 등장)

## 수상
- 2001년 SBS 연기대상 남자 최우수연기상, 10대 스타상 조재현
- 2001년 SBS 연기대상 인기상,뉴스타상 고수
- 2001년 SBS 연기대상 인기상 김하늘
- 2001년 SBS 연기대상 뉴스타상 조인성
- 제38회 백상예술대상 TV부문 작품상

## 참고 사항
- 한억관 역은 김영철이 낙점되었으나 고사하면서 당초 ‘독사’역으로 내정됐던 조재현을 ‘억관’으로 끌어올렸다. 이 과정에서 조재현과 상대배우 이응경과의 조화가 맞지 않은 듯하여 대신 조민수가 들어오게 되었다.[1][2]
- 차태현이 출연진 교체에 따른 의견 차이로 하차하자 문제아들로 내정되었던 고수가 그 자리에 들어갔다.
- 《피아노》보다 앞서 ‘잘못 맺어진 커플이 제대로 참사랑을 되찾아가는 과정’이 담을 예정이었던 《여우》가 기획되었으나 무산되었다.[3]
- 조재현은 영화에서는 강렬한 연기만을, 드라마에서는 코믹한 연기만 한다는 인식을 불식시키며, 드라마에서는 만년 조연이었지만 비로소 주연으로 발돋움할 수 있었다.
- 일본 밴드 TUBE의 〈ガラスのメモリズ〉를 캔이 번안한 OST 〈내생에 봄날은〉이 많은 인기를 얻었다.
- 영화 <친구의 TV판이라 할 정도로 배경과 설정이 흡사하며, 사시미칼을 목에 들이대는 장면, 조폭들의 주먹싸움 등이 방영되어 비판을 받았다.[4]
- "조폭을 소재로 시류에 편승했다"는 이유 때문에 2002년 12월 열린 제 15회 한국방송작가상(2001년 중후반기부터의 내용을 기준으로 함) 최종 후보에서 탈락했다.[5]
- 당시 회차별 시청률은 20 ~ 30% 내외를 기록하였으며 김규리가 여주인공 물망에 올랐으나 스캔들 문제 때문에[6] 거절했고 박광현이 젊은 남자 주인공 물망에 거론됐지만 골프에 빠져[7] 거절했다.

## 촬영지
극의 배경은 부산이지만 촬영 여건상 부산에서의 촬영은 비교적 적었고, 대신 배경이 부산과 유사하고 서울에서 가까운 인천에서 많은 장면을 촬영했다.
- 자유공원 (공원 내 '제물포 구락부' 건물은 혜림이 운영하는 피아노 학원으로 그려졌다.)
- 부산 용두산공원
- 부산항

## 같이 보기
- 《해피투게더》
- 《못난이 주의보》
- 《가시고기》